# Djinga
Djinga é um género botânico pertencente à família Podostemaceae.